# Copa Europea de Fórmula 3 de la FIA
La Copa Europea de Fórmula 3, creada por la FIA, es una carrera de Fórmula 3 disputada anualmente en diferentes circuitos europeos desde 1985 hasta 1990, y en el Circuito de Pau-Ville, Francia desde 1999 hasta 2004. Se creó tras la cancelación en 1984 del Fórmula 3 Euroseries. Actualmente es sustituido por el Masters de Fórmula 3, creado en 1991.

## Campeones
| Año                                       | Piloto             | Escudería             | Automóvil                             | Circuito          |
| ----------------------------------------- | ------------------ | --------------------- | ------------------------------------- | ----------------- |
| 1985                                      | Alex Caffi         | Gulf Coloni           | Dallara F385 / Alfa Romeo Novamotor   | Paul Ricard       |
| 1986                                      | Stefano Modena     | Euroteam              | Reynard 863 / Alfa Romeo - Novamotor  | Imola             |
| 1987                                      | Steve Kempton      | Reynard R&D           | Reynard 87 / Alfa Romeo - Novamotor   | Silverstone       |
| 1988                                      | Joachim Winkelhock | WTS Liqui Moly        | Reynard 883 / Volkswagen - Spiess     | Nürburgring       |
| 1989                                      | Gianni Morbidelli  | Forti Corse           | Dallara F389 / Alfa Romeo - Novamotor | Misano            |
| 1990                                      | Alessandro Zanardi | RC Motorsport         | Dallara F390 / Alfa Romeo - Novamotor | Le Mans           |
| Entre 1991 y 1998 esta copa no se disputó |                    |                       |                                       |                   |
| 1999                                      | Benoît Tréluyer    | Signature Compétition | Dallara F399 / Renault - Sodemo       | Pau               |
| 2000                                      | Jonathan Cochet    | Signature Elf         | Dallara F300 / Renault - Sodemo       | Pau               |
| 2001                                      | Anthony Davidson   | Carlin Motorsport     | Dallara F301 / Honda - Mugen          | Pau               |
| 2002                                      | Renaud Derlot      | Signature Elf         | Dallara F302 / Renault - Sodemo       | Pau               |
| 2003                                      | Ryan Briscoe       | Prema Powerteam       | Dallara F303 / Opel                   | Pau               |
| 2004                                      | Adam Carroll       | P1 Motorsport         | Dallara F304 / Honda - Mugen          | Spa-Francorchamps |

- Datos: Q59650